# 京谷あかり
京谷 あかり（きょうたに あかり、1993年7月22日 - ）は、日本のグラビアアイドル。静岡県出身。ヴィクトリーロード所属。

## 経歴
2013年に里谷明莉でグラビアデビューした。
その後、明莉に改名し、しばらくして山内綾音に改名した。
2015年6月に引退したが、2019年に京谷あかりに改名して復帰した。

## 人物
趣味と特技はパンを焼く、映画鑑賞、着付け、お茶を立てる。

## 作品

### DVD
里谷明莉 名義
- Healing Girl（2013年1月24日、ソフト・オン・デマンド）

明莉 名義
- ハツドリ（2014年7月25日、グラッソ）

京谷あかり 名義
- 抱きしめて（2019年10月25日、グラッソ）
- 僕の彼女の京ちゃん（2020年5月29日、スパイスビジュアル）
- 私だけを見つめて（2020年8月28日、スパイスビジュアル）
- ありがとう（2021年8月27日、スパイスビジュアル）